# .er
.er (Eritreia) é o código TLD (ccTLD) na Internet para a Eritreia.